# Constantia Czirenberg
Constantia Sirenberg eller Czirenberg, född 6 oktober 1605, död 17 januari 1653, var en tysk musiker och sångare från Danzig. Hon var också i samtiden känd som "lärd" för sin språkkunskap, och talade även svenska.